# Houston Aeros (1994-2013)
Gli Houston Aeros sono stati una squadra di hockey su ghiaccio dell'American Hockey League con sede nella città di Houston in Texas. Sono stati affiliati ai Minnesota Wild, squadra della National Hockey League. Nati nel 1994 come formazione della International Hockey League e sciolti nel 2013, hanno disputato i loro match casalinghi presso il Toyota Center.

## Storia
Gli Houston Aeros nacquero come expansion team della International Hockey League nel 1994. Il nome riprende quello della formazione omonima che militò nella World Hockey Association negli anni '70, una delle formazioni della WHA per cui giocò Gordie Howe. Inizialmente gli Aeros della IHL di discostarono dal passato adottando un nuovo logo, un aereo bombardiere. Gli Aeros nel 1999 sconfissero gli Orlando Solar Bears e conquistarono la Turner Cup, dopo aver raccolto in stagione regolare ben 54 vittorie.
Nel 2001, dopo lo scioglimento della IHL, gli Aeros furono una delle sei squadre ad unirsi alla American Hockey League. Dopo sole due stagioni nel 2003 riuscirono a vincere la Calder Cup; solo nel 2011 riuscirono ad accedere di nuovo alle finali della Calder Cup, dove tuttavia furono sconfitti dai Binghamton Senators. Dal 2001 sono la squadra affiliata in AHL dei Minnesota Wild, mentre dalla stagione 2012-13 hanno stretto un accordo con i nuovi Orlando Solar Bears nella ECHL.
Nel 2003 gli Aeros sostituirono il vecchio logo per adottare una nuova grafica ispirata ai colori della formazione della WHA, dove erano presenti anche i colori blu e azzurro, mentre come aereo era rappresentato un jet. Dalla stagione 2006-07 ritornarono all'immagine del bombardiere, mentre gli elementi blu furono sostituiti da quelli verdi in linea con i colori dei Minnesota Wild.
Il 18 aprile 2013 i Minnesota Wild annunciarono che la Minnesota Sports and Entertainment non riuscì a trovare un accordo per la concessione del Toyota Center, e che Aeros si sarebbero trasferiti a Des Moines, nell'Iowa, a partire dalla stagione 2013-14.

### Affiliazioni
Nel corso della loro storia gli Houston Aeros sono stati affiliati alle seguenti franchigie della National Hockey League:
- Minnesota Wild: (2001-2013)
- Dallas Stars: (2004-2005)

## Record stagione per stagione
| Stagione            | Division  | Gare | V  | S  | P  | OTL | SOL | Punti | GF  | GS  | Piazzamento | Play-off |
| ------------------- | --------- | ---- | -- | -- | -- | --- | --- | ----- | --- | --- | ----------- | --- |
| Houston Aeros (IHL) |           |      |    |    |    |     |     |       |     |     |             | |
| 1994-95             | Central   | 81   | 38 | 35 | -  | 8   | -   | 84    | 272 | 283 | 2°          | perde 1º turno (Phoenix) 1-3 |
| 1995-96             | Central   | 82   | 29 | 45 | -  | 8   | -   | 66    | 262 | 328 | 5°          | |
| 1996-97             | Southwest | 82   | 44 | 30 | -  | 8   | -   | 96    | 247 | 228 | 2°          | vince 1º turno (Las Vegas) 3-0 vince 2º turno (San Antonio) 4-1 perde semifinali (Long Beach) 1-4                               |
| 1997-98             | Southwest | 82   | 50 | 22 | -  | 10  | -   | 110   | 268 | 214 | 2°          | perde 1º turno (Milwaukee) 1-3                                                                                                  |
| 1998-99             | Southwest | 82   | 54 | 15 | -  | 13  | -   | 121   | 307 | 209 | 1°          | vince 1º turno (Long Beach) 3-2 vince semifinali (Chicago) 4-3 vince Turner Cup (Orlando) 4-3                                   |
| 1999-00             | Western   | 82   | 44 | 29 | -  | 9   | -   | 97    | 219 | 197 | 3°          | vince 1º turno (Utah) 4-1 perde 2º turno (Chicago) 2-4                                                                          |
| 2000-01             | Western   | 82   | 42 | 32 | -  | 8   | -   | 92    | 229 | 245 | 2°          | perde 1º turno (Manitoba) 3-4                                                                                                   |
| Houston Aeros (AHL) |           |      |    |    |    |     |     |       |     |     |             | |
| 2001-02             | West      | 80   | 39 | 26 | 10 | 5   | -   | 93    | 234 | 232 | 2°          | vince 1º turno (Utah) 3-2 vince 2º turno (Hershey) 4-0 perde semifinali (Chicago) 1-4                                           |
| 2002-03             | West      | 80   | 47 | 23 | 7  | 3   | -   | 104   | 266 | 222 | 1°          | vince 1º turno (Milwaukee) 3-0 vince 2º turno (Norfolk) 4-2 vince semifinali (Grand Rapids) 4-3 vince Calder Cup (Hamilton) 4-3 |
| 2003-04             | West      | 80   | 28 | 34 | 14 | 4   | -   | 74    | 197 | 220 | 4°          | perde preliminari (Cincinnati) 0-2                                                                                              |
| 2004-05             | West      | 80   | 40 | 28 | -  | 6   | 6   | 93    | 212 | 195 | 4°          | perde 1º turno (Chicago) 1-4 |
| 2005-06             | West      | 80   | 50 | 24 | -  | 3   | 3   | 106   | 285 | 242 | 2°          | vince 1º turno (Peoria) 4-0 perde 2º turno (Milwaukee) 0-4                                                                      |
| 2006-07             | West      | 80   | 27 | 43 | -  | 4   | 6   | 64    | 205 | 269 | 7°          | |
| 2007-08             | West      | 80   | 45 | 29 | -  | 2   | 4   | 96    | 206 | 183 | 3°          | perde 1º turno (Rockford) 1-4                                                                                                   |
| 2008-09             | West      | 80   | 38 | 31 | -  | 2   | 9   | 87    | 218 | 230 | 3°          | vince 1º turno (Peoria) 4-3 vince 2º turno (Milwaukee) 4-3 perde semifinali (Manitoba) 4-2                                      |
| 2009-10             | West      | 80   | 34 | 34 | -  | 7   | 5   | 80    | 206 | 224 | 7°          | |
| 2010-11             | West      | 80   | 46 | 28 | -  | 1   | 5   | 96    | 238 | 211 | 2°          | vince 1º turno (Peoria) 4-0 vince 2º turno (Milwaukee) 4-3 vince semifinali (Hamilton) 4-3 perde Calder Cup (Binghamton) 2-4    |
| 2011-12             | Midwest   | 76   | 35 | 25 | -  | 5   | 11  | 86    | 202 | 206 | 4°          | perde 1º turno (Oklahoma City) 1-3                                                                                              |
| 2012-13             | South     | 76   | 40 | 26 | -  | 5   | 5   | 90    | 212 | 199 | 4°          | perde 1º turno (Grand Rapids) 2-3                                                                                               |

## Record della franchigia

### Singola stagione
Gol: 47  Patrick O'Sullivan (2005-06)
Assist: 88  Brian Wiseman (1998-99)
Punti: 110  Kirby Law (2005-06)
Minuti di penalità: 333  Gord Donnelly (1995-96)
Media gol subiti: 2.01  Josh Harding (2004-05)
Parate %: .930  Josh Harding (2004-05)

### Carriera
Gol: 132  Mark Freer
Assist: 210  Mark Freer
Punti: 246  Mark Freer
Minuti di penalità: 721  Erik Reitz
Vittorie: 126  Frédéric Chabot
Shutout: 18  Frédéric Chabot
Partite giocate: 469  Mark Freer

## Palmarès

### Premi di squadra
- Turner Cup: 1

1998-1999
- Calder Cup: 1

2002-2003
- Fred A. Huber Trophy: 1

1998-1999
- Norman R. "Bud" Poile Trophy: 1

2002-2003
- Robert W. Clarke Trophy: 1

2010-2011

### Premi individuali
- Commissioner's Trophy: 1

Dave Tippett: 1998-1999
- Dudley "Red" Garrett Memorial Award: 1

Patrick O'Sullivan: 2005-2006
- Eddie Shore Award: 1

Curtis Murphy: 2002-2003
- Governor's Trophy: 1

Greg Hawgood: 1998-1999
- Harry "Hap" Holmes Memorial Award: 1

Nolan Schaefer e Barry Brust: 2007-2008
- IHL Man of the Year: 1

Graeme Townshend: 1995-1996
- Jack A. Butterfield Trophy: 1

Johan Holmqvist: 2002-2003
- James Gatschene Memorial Trophy: 3

Frederic Chabot: 1996-1997
Brian Wiseman: 1998-1999
Frederic Chabot: 1999-2000
- James Norris Memorial Trophy: 1

Frederic Chabot: 1999-2000
- John B. Sollenberger Trophy: 1

Kirby Law: 2005-2006
- John Cullen Award: 1

Jeff Christian: 1998-1999
- Leo P. Lamoureux Memorial Trophy: 1

Brian Wiseman: 1998-1999
- Yanick Dupré Memorial Award: 1

Brandon Rogers: 2008-2009